# 上海大观园

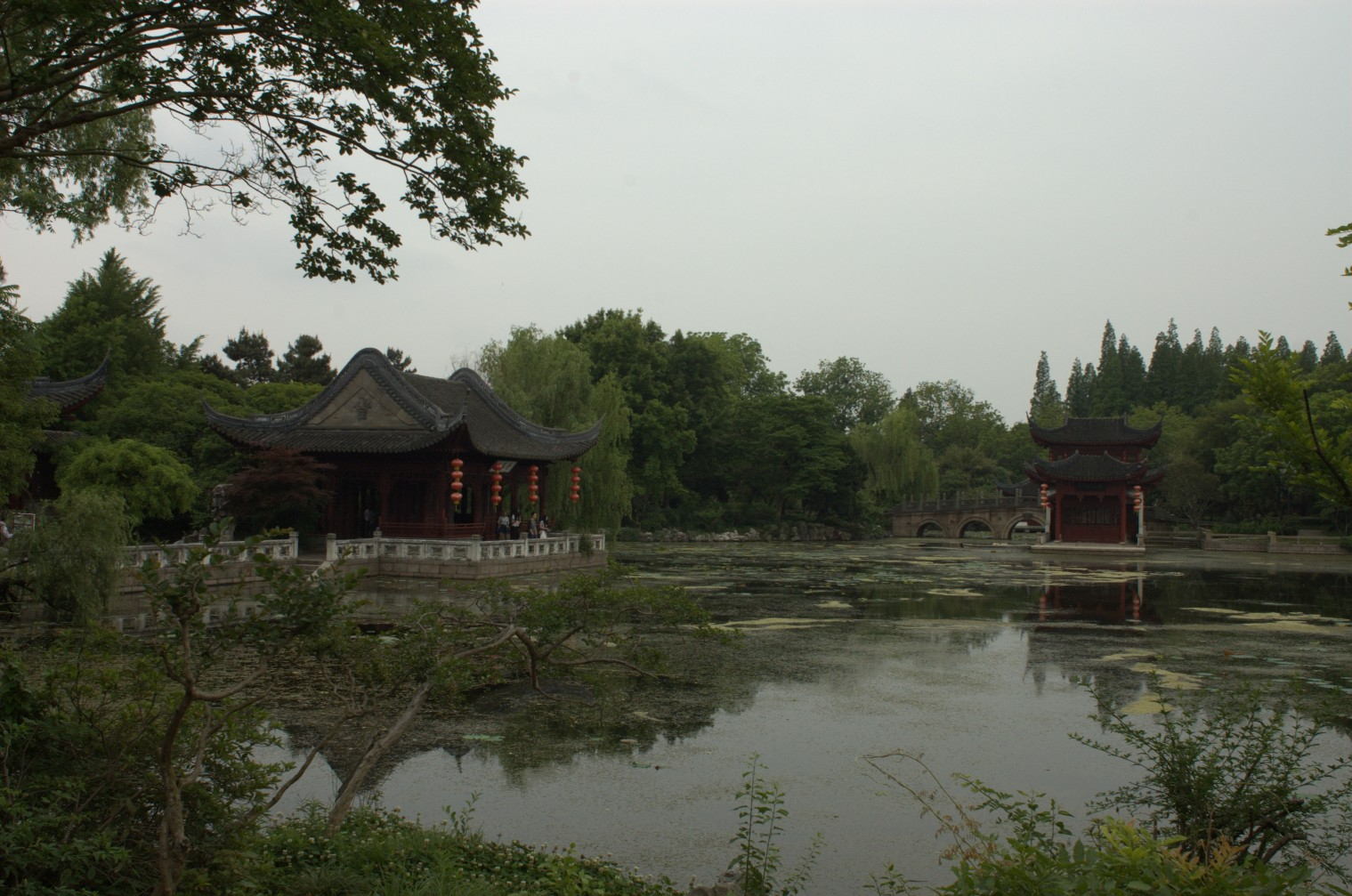
上海大观园

上海大观园是根据中国清代名著《红楼梦》中大观园的描写设计而成的大型仿古园林建筑群，是国家4A级旅游景区，上海五星级公园，位于上海青浦区青商公路701号，淀山湖西侧，距离上海市区65公里，占地135亩，建筑面积约8000平方米。原称淀山湖风景游览区，1991年改称上海大观园，占地也扩大到1500亩。

## 历史
上海大观园由上海园林院梁友松主持规划设计，1979年秋动土起造，1980年局部开放，1988年基本建成开放。总体布局以大观楼为主体，由“省亲别墅”石牌坊、石灯笼、沁芳湖、体仁沐德、曲径通幽、宫门、“太虚幻境”浮雕照壁、木牌坊等形成全园中轴线。西侧设置怡红院、拢翠庵、梨香院、石舫。东侧设置潇湘馆、蘅芜苑、蓼风轩、稻香村等20多组建筑景点。
上海大观园于1980年工程未完成时已接受访问，从1988年10月正式对外开放以来，共接待了国内外来宾近2000万人次。上海大观园曾荣获国家建筑鲁班奖，上海40周年十佳建筑，十佳休闲新景点，新中国50周年上海优秀建筑，上海十大旅游特色园林，上海市七大文明公园，国家建设部全国风景名胜区先进集体等荣誉称号。

## 建筑特色
大观园在设计上颇费心思，与北京大观园明显不同的是，上海大观园利用江南水乡的特点在园中布置了大面积人工湖泊。设计曲径通幽大假山作入口屏障，以挖湖取土堆掇1座高16米的小山为大观楼的背景，构成大观楼背山面水的壮丽气势。全园以大湖为中心，以池塘、沁芳溪沟通各景点，构成有主有支、有动有静的水系，湖边设亭、榭，湖中设曲桥、石舫、石灯，溪上设桥亭，形成山重水复、流水人家的江南园林风光。
大观园巧妙运用园必封、必隔，在封隔中求得气势流动和内聚中心的中国传统建筑观念，建造1个封闭、向心的内涵丰富的小天地，在有限空间中安置无限空间，增加景物层次，使建筑与环境融合为一，借环境气氛表达人物品格，使《红楼梦》中的大观园景观再现人间。
大观楼：为三进宫式建筑群，主楼为7间2层琉璃建筑，雕梁画栋，飞金彩绘，是元妃省亲，族人朝觐的庆典用殿堂。两侧有配殿、楼阁，其后为寝宫和刻有清水砖雕的北宫门。
怡红院：贾宝玉的居所。布局分东西两路：东路以供起居的绛芸轩为主，由曲廊、洞门分成3个小院，以东楼为对景，山亭为中心，形成疏密相间的三进庭院。西路为宝玉读书、会客、奕棋的三进院落。建筑内部精雕细刻，设置有红木家具，珠光宝器，配植芭蕉、海棠，显示雍容华贵，带浓重脂粉的人物性格。
潇湘馆：“潇湘妃子”林黛玉的居所，设于竹林旁，以“有凤来仪”为主体，由书房、厅堂与画廊构成三进院落。设小桥流水，配植翠竹、梨树、梅花，有精美的花阶铺地，形成清秀、疏朗、高雅的园林风貌，以表现黛玉清逸孤傲，脱尘去俗的性格。
蘅芜苑：薛宝钗的居所，具有歇山加撵尖屋顶独特建筑形式。以大假山、二层轩廊及多植藤萝为特色，形成闭塞、庄重的园林空间，表现宝钗清幽深邃中微露几分骄情和“冷美人”的品格。
拢翠庵：妙玉清修之地，以观音壁泉和茶室庭园相组合，环植红梅、绿萼、苍松、翠竹，形成妙玉看破红尘，清雅绝俗的超然环境。
稻香村：李纨的住所，不施丹朱、除尽雕镂，用素墙瓦房，白木门窗，竹笆护墙，种植瓜藤果蔬，依然本色，朴实无华，以一派乡村气息的园景，恰当地表现了李纨朴实无华的性格。
大观园内装修多用木雕、石雕和砖雕，广泛应用砖细雕缕花格漏窗，其中北宫门的牡丹浮雕尤为精美。大门广场的石雕照壁─女娲补天、宝玉下凡大幅花岗石嵌玉浮雕，以及背面警幻仙子与金陵十二金钗汉白玉浮雕，亦甚精致，正面朴素粗犷，背面纤细华美，耐人寻味。
大观园的左前侧设置一座7层楼阁式宝塔青云塔，造型秀丽，钢筋混凝土结构。塔高42.5米，顶部2层为水塔，下部5层为观光层，是淀山湖畔的标志建筑。
大观园以建筑为主，建筑与绿化相结合的手法造景；大观园外围景区则以大面积绿化造景为主。
梅林春深，在风景区东北部挖池筑坡，占地190亩。遍植红梅、绿萼4000余株，梅花形成早春香雪海，气势非凡。
柳堤春晓，东部湖中筑200米长堤，围成200余亩的湖中湖，堤上筑拱桥、植垂柳和花木。
群芳争艳，在东部湖滨改造地形，铺设占地200亩的大草坪，片植竹林，丛植樱花、海棠等，形成碧波荡漾，绿茵浩翰，百花争艳的壮丽景观。
金雪飘香，在东部广植金桂、银桂、丹桂、四季桂2500余株，在郁密的桂花、菊花丛中，建造水上餐厅，形成蟹肥菊黄，金雪飘香的金秋风光。
女娲遗石，种植占地100亩的大片密林，林中构筑“女娲补天”、“女娲遗石”等山石景点，构筑石头城，作为大观园的起点。